# Ramon Gittens
Ramon Gittens, född 20 juli 1987, är en friidrottare från Barbados. Han deltog vid olympiska sommarspelen 2012 och olympiska sommarspelen 2016.